# Латриль-Годен, Брижитт
Брижит Латрилль-Годен (фр. Brigitte Latrille-Gaudin, р.15 апреля 1957) — французская фехтовальщица-рапиристка, олимпийская чемпионка.

## Биография
Родилась в 1957 году в Бордо. В 1976 году завоевала серебряную медаль Олимпийских игр в Монреале в командном первенстве, а в личном первенстве была 21-й. В 1980 году стала чемпионкой Олимпийских игр в Москве в командном первенстве, а в личном первенстве была 5-й. В 1984 году стала бронзовым призёром Олимпийских игр в Лос-Анджелесе в командном первенстве, а в личном первенстве была 8-й. В 1988 году приняла участие в Олимпийских играх в Сеуле, но наград не завоевала.
С 1993 года стала владельцем компании «Ricarimpex», занимающейся выращиванием медицинских пиявок.